# Илиянци
 Тази статия е за квартала в София.  За промишлената зона в София вижте Илиянци (промишлена зона).  За обекта в Пловдив вижте Илиянци (Пловдив).
Илѝянци е северен квартал на София в административен район „Надежда“. Кварталът е застроен предимно с еднофамилни и многофамилни тухлени сгради от тип ниско застрояване. Основни пътни артерии, свързващи „Илиянци“, са булевард „Рожен“ и Северната скоростна тангента. В района има клон на Български пощи (п.к. 1271), поликлиника, читалище, 98-о начално училище „Св. св. Кирил и Методий“, детска градина № 83 „Славейче“ (с яслени групи), полицейски инспектор, ТОТО пункт, Изипей, магазини за хранителни стоки, включително и магазин ЦБА, ветеринарен кабинет и множество други малки и средни търговски обекти, както и Илиянски манастир „Свети Пророк Илия“. В промишлената зона – извън жилищната част на „Илиянци“, се намират стопански обекти като – „Астера“, „Софарма“, „Арома“, „Елпром“, „Хюндай“ и други. На 1,4 km южно от квартала по бул. „Рожен“ се намира и един от най-големите търговски центрове в България – едноименният Стоков базар „Илиянци“.
Местоположението и оформената индустриална зона привличат в ПЗ-Илиянци много инвеститори.

## География
Централната част на Илиянци е разположена на голям хълм. На изток и север тече река Какач. На север е кв. Требич, на изток – кв. Бенковски, а на юг – кв. Свобода.
Намира се на 6 km северна посока от центъра на гр. София.

## История
Данни за село Илиянци има от 1578 г. Основано е край манастир „Св. Илия“, откъдето идва и името му. Селото е присъединено към София със статут на квартал през 1961 г.

## Забележителности
- Манастир „Св. Илия“ – вътре има стенописи, а олтарът е от най-старите и е от дялан каменен блок. Някога в центъра на купола е имало вековно дърво, изкоренено след 1944. Пак по това време всички стенописи са варосани – спасява ги наслоеният пушек и столетията изпарения от восъчните свещи. Днес варта я няма, благодарение на реставраторски усилия от след 1989 г. Смята се, че манастирът е бил крепостен, чиято цел е да охранява подстъпите към София. Вероятно датира от преди 1396 г. През 70-те са правени разкопки на района около манастира и са открити скелети на млади хора – най-вече мъже – загинали от насилствена смърт. Скелетите са прибрани в хранилищата на НИМ. Манастирът разполага с дървена камбанария.
- Стадион Локомотив
- Северен парк
  - Военно Поделение „Илиянци“ – не може да бъде посетено, води се обект на НАТО, но може да се види отвън – откъм пътя между Илиянци и Требич.
- В района на кв. Илиянци се намира голям разсадник, който е разделен на части, в които се отглеждат различни видове дървета: дъб, ела, бор, орех и явор.

## Икономика
- Стоков базар Илиянци – един от най-големите търговски центрове в България.
- Множество промишлени обекти като „Арома“, „Астера“, „Хюндай Хеви Индъстрис“, „Елпром ЗЕМ“ (Завод за електрически машини), „Софарма“, „ИММИ“, ЗММ-София, ММТ Инженеринг, Вайспрофил, петролен терминал и т.н.
- Църковен завод – единствената свещоливница на територията на Софийска област
- Животновъдство и земеделие
- Военен полигон
- Петролна база София

## Транспорт
- Железопътна гара
- Автогара – северни крайградски линии
- Автобусни линии – 26, 27 и 29. Обръщалото на автобуси 83 и 108 е в рамките на кметството.
- Трамвайни линии 11

## Редовни събития
- Годишен събор на 2 август (Илинден по стар стил)

## Улици и произход на имената им
| Път             | Наречен на                                         | Местоположение |
| --------------- | -------------------------------------------------- | -------------- |
| „Балчо Нейков“  | Балчо Нейков (1838 – 1917), писател                | Карта          |
| „Братия“        | ?                                                  | Карта          |
| „Витошко лале“  | Планински божур (Trollius europaeus), вид растения | Карта          |
| „Гергина“       | Далия (Dahlia), род растения                       | Карта          |
| „Грозден“       | ?                                                  | Карта          |
| „Далия“         | Далия (Dahlia), род растения                       | Карта          |
| „Джерман“       | ?                                                  | Карта          |
| „Жасмин“        | Жасмин (Jasminum), род растения                    | Карта          |
| „Кирил Благоев“ | Кирил Благоев (? – 1944), местен подофицер         | Карта          |
| „Комета“        | Комета, астрономически обект                       | Карта          |
| „Махония“       | Махония (Mahonia), род растения                    | Карта          |
| „Перелик“       | Голям Перелик, връх в Родопите                     | Карта          |
| „Петуния“       | Петуния (Petunia), род растения                    | Карта          |
| „Рожен“         | Роженски манастир, манастир в Санданско            | Карта          |
| „Фикус“         | Фикус (Ficus), род растения                        | Карта          |
| „Фрезия“        | Фрезия (Freesia), род растения                     | Карта          |
| „Хортензия“     | Хортензия (Hydrangea), род растения                | Карта          |
| „Цинерария“     | Цинерария (Cineraria), род растения                | Карта          |
| „Черница“       | Черница (Morus), род растения                      | Карта          |

## Други
На Илиянци са наречени булевард „Илиянци“ (Карта) и улица „Илиянско шосе“ (Карта) в София.